# Sustenhorn
Le Sustenhorn est un sommet qui culmine à 3 502 m d'altitude dans les Alpes uranaises, en Suisse.

## Géographie
Le Sustenhorn est situé entre les cantons de Berne et d'Uri, au sud du col du Susten. Il fait partie du chaînon du Sustenhorn qui s'étend en direction nord-sud et forme une crête rocheuse bien dessinée. Il prend naissance au col du Susten, s'élève vers la pyramide rocheuse du Sustenspitz (2 930 m), se poursuit vers le Klein Sustenhorn (3 318 m) et le sommet du Sustenhorn où il culmine. Le chaînon se développe en direction du sud vers le Hochhorefellistock 3 176 m et le Bergseeschijen 2 815 m. Le col du Sustenlimi lie le Gwächtenhorn au Sustenhorn permettant une traversée est-ouest des deux sommets. Le plateau neigeux entre les deux sommets est propice au ski de randonnée au printemps.

## Première ascension
- 17 août 1841 : versant sud-ouest et arête sud par Gottlieb Samuel Studer, Johann Von Weissenfluh et Heinrich Von Weissenfluh.

## Alpinisme
- Traversée Gwächtenhorn - Sustenhorn : PD (course de neige).
- Arête est : AD (course mixte).

## Accès
- Tierberglihütte (CAS) à 2 795 m.
- Chelenalphütte (CAS) à 2 350 m.